# Park Iru-gyu
Park Iru-gyu (朴一圭 Iru-gyu, Park, sinh ngày 22 tháng 12 năm 1989) là một cầu thủ bóng đá người CHDCND Triều Tiên, thi đấu cho FC Ryūkyū ở vị trí thủ môn.

## Sự nghiệp
Park học tập tại Đại học Cao Ly trước khi ký hợp đồng với Fujieda MYFC năm 2012. Anh thi đấu một mùa giải, trước khi đến FC Korea và sau đó trở lại Fujieda. Vào tháng 1 năm 2016, anh ký hợp đồng với đội bóng khác của J3, FC Ryūkyū.

## Thống kê câu lạc bộ
Cập nhật đến ngày 23 tháng 2 năm 2018.
| Thành tích câu lạc bộ | Thành tích câu lạc bộ | Thành tích câu lạc bộ | Giải vô địch | Giải vô địch | Cúp                   | Cúp                   | Tổng cộng | Tổng cộng |
| Mùa giải              | Câu lạc bộ            | Giải vô địch          | Số trận      | Bàn thắng    | Số trận               | Bàn thắng             | Số trận   | Bàn thắng |
| Nhật Bản              | Nhật Bản              | Nhật Bản              | Giải vô địch | Giải vô địch | Cúp Hoàng đế Nhật Bản | Cúp Hoàng đế Nhật Bản | Tổng cộng | Tổng cộng |
| --------------------- | --------------------- | --------------------- | ------------ | ------------ | --------------------- | --------------------- | --------- | --------- |
| 2012                  | Fujieda MYFC          | JFL                   | 16           | 0            | -                     | -                     | 16        | 0         |
| 2013                  | FC Korea              | JRL (Kanto)           | 15           | 0            | -                     | -                     | 15        | 0         |
| 2014                  | Fujieda MYFC          | J3 League             | 32           | 0            | 2                     | 0                     | 34        | 0         |
| 2015                  | Fujieda MYFC          | J3 League             | 33           | 0            | 3                     | 0                     | 36        | 0         |
| 2016                  | FC Ryukyu             | J3 League             | 26           | 0            | 2                     | 0                     | 28        | 0         |
| 2017                  | FC Ryukyu             | J3 League             | 27           | 0            | 0                     | 0                     | 27        | 0         |
| Tổng                  | Tổng                  | Tổng                  | 112          | 4            | 3                     | 0                     | 115       | 4         |